# COMMEMA
La Corporación Municipal de Mercados de Managua (COMMEMA) es una entidad descentralizada del gobierno municipal de Managua, Nicaragua, encargada de la administración, mantenimiento, ordenamiento y modernización de los mercados populares de la capital. Su labor es clave en la regulación del comercio urbano y en la gestión de los espacios públicos donde se desarrollan actividades comerciales formales e informales.

## Historia
COMMEMA fue fundada oficialmente en la década de 1980 con el objetivo de centralizar la administración de los principales mercados de Managua, que hasta entonces operaban con escasa regulación y con diversas problemáticas como la informalidad, el desorden urbano y los riesgos sanitarios. La entidad fue impulsada tras los procesos de reconstrucción posteriores al Terremoto de Managua de 1972 y en el contexto de la reorganización económica de los años 80.

## Funciones
Entre las funciones principales de COMMEMA se encuentran:
Administración directa de los mercados municipales.
Recaudación de aranceles, alquileres de tramos y servicios.
Ordenamiento del comercio informal en zonas aledañas.
Supervisión de infraestructura, higiene, seguridad e iluminación.
Coordinación de proyectos de remodelación y ampliación de mercados.
Articulación con la Alcaldía de Managua, cuerpos de bomberos, policía municipal y otros entes públicos.

## Mercados bajo su administración
COMMEMA administra directamente más de 8 grandes mercados municipales, incluyendo:
Mercado Oriental
Mercado Israel Lewites
Mercado Roberto Huembes
Mercado Iván Montenegro
Mercado Mayoreo
Mercado Periférico
Mercado Candelaria
Mercado El Zumen

## Proyectos y modernización
En los últimos años, COMMEMA ha impulsado proyectos de techado, drenaje, pavimentación de pasillos, instalación de hidrantes, campañas de limpieza y ordenamiento del comercio informal. También ha colaborado con el diseño del futuro sistema de Sistema de Bus de Tránsito Rápido de Managua, que conectará varios mercados mediante paradas estratégicas.
Durante la pandemia de COVID-19, la institución también promovió medidas sanitarias como instalación de lavamanos, campañas de prevención y vigilancia sanitaria en mercados.

## Autoridades
COMMEMA cuenta con una dirección general nombrada por el Consejo Municipal de Managua, y trabaja en coordinación con la Alcaldía de Managua y las asociaciones de comerciantes organizados.